# لبه‌دندان
لبه‌دندان(نام علمی: Craspedodon) نام یک سرده از راسته پرنده‌کفلان است.